# Посёлок совхоза Ударник
совхо́за Уда́рник — посёлок в Усманском районе Липецкой области России. Входит в состав Сторожевского сельсовета.

## География
Посёлок находится в юго-восточной части Липецкой области, в лесостепной зоне, в пределах Окско-Донской равнины, при железнодорожной линии Грязи — Воронеж, к северу от автодороги 42К-043, на расстоянии примерно 2 км (по прямой) к северу от города Усмань, административного центра района. Абсолютная высота — 170 м над уровнем моря.
Климат
Климат умеренно континентальный с тёплым летом и умеренно холодной зимой. Среднегодовое количество осадков — 511 мм. Максимальное количество осадков выпадает в период с мая по октябрь. Средняя температура самого холодного месяца (января) составляет −9 °С, самого тёплого (июля) — 20 °С.
Часовой пояс
Посёлок совхоза Ударник, как и вся Липецкая область, находится в часовой зоне МСК (московское время). Смещение применяемого времени относительно UTC составляет +3:00.

## Население
| 2010 | 2011 |
| ---- | ---- |
| 419  | →419 |

Гендерный состав
По данным Всероссийской переписи населения 2010 года, в гендерной структуре населения мужчины составляли 46,8 %, женщины — соответственно 53,2 %.
Национальный состав
Согласно результатам переписи 2002 года, в национальной структуре населения русские составляли 97 % из 490 чел.

## Инфраструктура
В посёлке функционируют детский сад, библиотека, сельский клуб, фельдшерско-акушерский пункт и отделение связи.

## Улицы
- ул. Молодёжная,
- ул. Постройка,
- ул. Целинная[8].